# Georges Berger
Georges Berger (Sint-Jans-Molenbeek, 14 september 1918 – Circuit Nürburgring, 23 augustus 1967) was een Belgisch Formule 1-coureur. Hij reed 2 races (de Grand Prix van België van 1953 en de Grand Prix van Frankrijk van 1954) voor het team Gordini.